# Liste der Stolpersteine in Maashorst
Die Liste der Stolpersteine in Maashorst umfasst die Stolpersteine, die in Maashorst verlegt wurden, einer Gemeinde in der niederländischen Provinz Noord-Brabant. Stolpersteine sind ein Projekt des deutschen Künstlers Gunter Demnig. Sie sind Opfern des Nationalsozialismus gewidmet, all jenen, die vom NS-Regime drangsaliert, deportiert, ermordet, in die Emigration oder in den Suizid getrieben wurden. Demnig verlegt für jedes Opfer einen eigenen Stein, im Regelfall vor dem letzten selbst gewählten Wohnsitz.
Die erste Verlegung in dieser Gemeinde erfolgte am 16. März 2019 im Dorf Uden.

## Verlegte Stolpersteine
Im Dorf Uden, zugehörig zur Gemeinde Maashorst, liegen vier Stolpersteine an zwei Adressen.
| Stolperstein | Übersetzung | Verlegort         | Name, Leben                                       |
| ------------ | --- | ----------------- | ------------------------------------------------- |
|              | HIER WOHNTE HELENA SEIJFFERS GEB. 1862 VERSCHLEPPT 9.4.1943 DEPORTIERT AUS WESTERBORK ERMORDET 14.5.1943 SOBIBOR                       | Veghelsedijk 34   | Helena Seijffers (1862–1943)                      |
|              | HIER WOHNTE DAVID VAN ZWANENBERGH GEB. 1895 VERSCHLEPPT 15.4.1943 DEPORTIERT AUS WESTERBORK ERMORDET 23.7.1943 SOBIBOR                 | Sint Janstraat 25 | David van Zwanenbergh (1895–1943)                 |
|              | HIER WOHNTE JUDITH VAN ZWANENBERGH- VAN LEEUWEN GEB. 1894 VERSCHLEPPT 15.4.1943 DEPORTIERT AUS WESTERBORK ERMORDET 23.7.1943 SOBIBOR   | Sint Janstraat 25 | Judith van Zwanenbergh-van Leeuwen (1856–1943)    |
|              | HIER WOHNTE ANTOINETTA VAN ZWANENBERGH- WIJNHAUSEN GEB. 1856 VERSCHLEPPT 9.4.1943 DEPORTIERT AUS WESTERBORK ERMORDET 16.4.1943 SOBIBOR | Sint Janstraat 25 | Antoinetta van Zwanenbergh-Wijnhausen (1856–1943) |

## Verlegedaten
- 16. März 2019: Veghelsedijk 34
- 15. September 2019: Sint Janstraat 25[6]